# Leptosiaphos koutoui
Leptosiaphos koutoui är en ödleart som beskrevs av  Ineich, Schmitz CHIRIO och LEBRETON 2004. Leptosiaphos koutoui ingår i släktet Leptosiaphos och familjen skinkar. Inga underarter finns listade i Catalogue of Life.